# Jezdkovický les
Jezdkovický les byla přírodní památka ve správních územích obcí Hlavnice a Jezdkovice v okrese Opava v Moravskoslezském kraji. Nacházel se severozápadně od Nového Dvora a severovýchodně od Hlavnic, na západním okraji lesa na pravém břehu Velké. Předmětem ochrany byl les s velkou koncentrací mravenišť.

## Historie
Chráněné území vyhlásil Okresní národní výbor Opava dne 20. listopadu 1990. Zrušeno bylo nařízením Moravskoslezského kraje s účinností od 30. listopadu 2005.

## Přírodní poměry
Přírodní památka se nacházela na rozhraní katastrálních území Jezdkovice a Hlavnice. Geologické podloží území tvoří kulmské horniny moravického souvrství, v nichž se střídají břidlicové, prachovcové a drobové polohy. Dno údolí potoka Velká pokrývají fluviální sedimenty. Přírodní památka s rozlohou 14,66 hektaru bývala součástí Nízkého Jeseníku a nacházela se v nadmořské výšce 330–365 metrů. Z půdních typů převažují různé druhy kambizemí (oglejená, pseudoglejová), ale objevuje se také luvizem pseudoglejová a podél potoka glej typický.
Chráněné území porůstal vzrostlý les s převahou smrku ztepilého (Picea abies) a borovice lesní (Pinus sylvestris). Doplňovaly je druhy jako modřín opadavý (Larix decidua), olše lepkavá (Alnus glutinose), jasan ztepilý (Fraxinus excelsior), buk lesní (Fagus sylvatica), dub letní (Quercus robur) nebo bříza bělokorá (Betula pendula). V důsledku větrné a kůrovcové kalamity v letech 1995–1996 bylo velké množství stromů odtěženo.
Přírodní památka byla vyhlášena k ochraně biotopu mravenců. V roce 1987 se v území nacházelo asi padesát mravenišť patřících zejména druhu mravenec množivý (Formica polyctena). V důsledku kalamit byl v roce 1997 zjištěn významný úbytek jeho hnízd a malý počet přežívajících mravenišť druhu mravenec lesní (Formica rufa).